# Peru i olympiska sommarspelen 2012
Peru deltog i olympiska sommarspelen 2012 som ägde rum i London i Storbritannien mellan den 27 juli och den 12 augusti 2012.

## Badminton
- Huvudartikel: Badminton vid olympiska sommarspelen 2012

| Spelare         | Gren       | Gruppnivå                   | Gruppnivå                 | Gruppnivå         | Gruppnivå        | Eliminering       | Kvartsfinal       | Semifinal         | Final / brons     | Final / brons |
| Spelare         | Gren       | Motståndare Poäng           | Motståndare Poäng         | Motståndare Poäng | Placering        | Motståndare Poäng | Motståndare Poäng | Motståndare Poäng | Motståndare Poäng | Placering     |
| --------------- | ---------- | --------------------------- | ------------------------- | ----------------- | ---------------- | ----------------- | ----------------- | ----------------- | ----------------- | ------------- |
| Rodrigo Pacheco | Herrsingel | Lee H-i (KOR) L 21–12, 21–7 | i.u.                      | 2                 | Gick inte vidare | Gick inte vidare  | Gick inte vidare  | Gick inte vidare  | Gick inte vidare  |               |
| Claudia Rivero  | Damsingel  | Li Xr (CHN) L 21–5, 21–6    | Marín (ESP) L 21–17, 21–7 | 3                 | Gick inte vidare | Gick inte vidare  | Gick inte vidare  | Gick inte vidare  | Gick inte vidare  |               |

## Friidrott
- Huvudartikel: Friidrott vid olympiska sommarspelen 2012

Förkortningar
- Notera – Placeringar gäller endast den tävlandes eget heat
- Q = Kvalificerade sig till nästa omgång via placering
- q = Kvalificerade sig på tid eller, i fältgrenarna, på placering utan att ha nått kvalgränsen
- NR = Nationellt rekord
- N/A = Omgången inte möjlig i grenen
- Bye = Idrottaren behövde inte delta i omgången

Herrar
Bana och väg
| Idrottare    | Gren           | Heat     | Heat      | Final            | Final            |
| Idrottare    | Gren           | Resultat | Placering | Resultat         | Placering        |
| ------------ | -------------- | -------- | --------- | ---------------- | ---------------- |
| Mario Bazán  | 3 000 m hinder | 8:51.95  | 11        | Gick inte vidare | Gick inte vidare |
| Raúl Pacheco | Maraton        | i.u.     | i.u.      | 2:15:35          | 21               |

Damer
Bana och väg
| Idrottare       | Gren    | Final    | Final     |
| Idrottare       | Gren    | Resultat | Placering |
| --------------- | ------- | -------- | --------- |
| Wilma Arizapana | Maraton | 2:35:09  | 55        |
| Inés Melchor    | Maraton | 2:28:54  | 25        |
| Gladys Tejeda   | Maraton | 2:32:07  | 43        |

## Judo
Herrar
| Idrottare     | Gren                    | 32-delsfinal            | Sextondelsfinal      | Åttondelsfinal       | Kvartsfinal          | Semifinal            | Återkval             | Bronsmatch           | Final                | Final            |
| Idrottare     | Gren                    | Motståndare Resultat    | Motståndare Resultat | Motståndare Resultat | Motståndare Resultat | Motståndare Resultat | Motståndare Resultat | Motståndare Resultat | Motståndare Resultat | Placering        |
| ------------- | ----------------------- | ----------------------- | -------------------- | -------------------- | -------------------- | -------------------- | -------------------- | -------------------- | -------------------- | ---------------- |
| Juan Postigos | Extra lättvikt (-60 kg) | Verde (ITA) L 0001–1000 | Gick inte vidare     | Gick inte vidare     | Gick inte vidare     | Gick inte vidare     | Gick inte vidare     | Gick inte vidare     | Gick inte vidare     | Gick inte vidare |

## Rodd
Herrar
| Idrottare        | Gren          | Heat    | Heat      | Återkval | Återkval  | Kvartsfinal | Kvartsfinal | Semifinal | Semifinal | Final   | Final     | Final |
| Idrottare        | Gren          | Tid     | Placering | Tid      | Placering | Tid         | Placering   | Tid       | Placering | Tid     | Placering |       |
| ---------------- | ------------- | ------- | --------- | -------- | --------- | ----------- | ----------- | --------- | --------- | ------- | --------- | ----- |
| Víctor Aspíllaga | Singelsculler | 7:13,79 | 5 R       | 7:10,54  | 3 SE/F    | BYE         | BYE         | 7:53,76   | 2 FE      | 7:35,88 | 27        |       |

## Segling
Damer
| Seglare        | Gren         | Lopp | Lopp | Lopp | Lopp | Lopp | Lopp | Lopp | Lopp | Lopp | Lopp | Lopp | Summerad poäng | Finalplacering |
| Seglare        | Gren         | 1    | 2    | 3    | 4    | 5    | 6    | 7    | 8    | 9    | 10   | M*   | Summerad poäng | Finalplacering |
| -------------- | ------------ | ---- | ---- | ---- | ---- | ---- | ---- | ---- | ---- | ---- | ---- | ---- | -------------- | -------------- |
| Paloma Schmidt | Laser radial | 35   | 30   | 36   | 36   | 30   | 39   | 33   | 41   | 32   | 32   | EL   | 310            | 39             |

M = Medaljlopp; EL = Eliminerad – gick inte vidare till medaljloppet;

## Taekwondo
| Idrottare   | Gren            | Åttondelsfinaler     | Kvartsfinaler        | Semifinaer           | Återkval             | Bronsmatch           | Final                | Final            |
| Idrottare   | Gren            | Motståndare Resultat | Motståndare Resultat | Motståndare Resultat | Motståndare Resultat | Motståndare Resultat | Motståndare Resultat | Placering        |
| ----------- | --------------- | -------------------- | -------------------- | -------------------- | -------------------- | -------------------- | -------------------- | ---------------- |
| Peter López | Damernas −68 kg | Fejzić (SRB) L 3–5   | Gick inte vidare     | Gick inte vidare     | Gick inte vidare     | Gick inte vidare     | Gick inte vidare     | Gick inte vidare |